# Auguste-François Perrinon
Auguste-François Perrinon (ou François Auguste Périnon) est un Français né le 28 août 1812 à Saint-Pierre en Martinique et mort le 2 janvier 1861 à Saint-Martin.
Il est célèbre pour avoir été le premier métis martiniquais à entrer à l’École polytechnique. Il fut également un député abolitionniste français et premier gouverneur métis de la Martinique à la suite de l'avènement de la Deuxième République.

## Biographie
Sa mère Rose, dite Piquion, est une esclave affranchie de Martinique sous le Consulat. Elle se marie en 1826 avec un commerçant blanc prospère de Saint-Pierre, capitale économique de la Martinique, qui reconnaît ses quatre enfants, dont François-Auguste. Celui-ci est envoyé en France, où il devient élève de l'École polytechnique (promotion X 1832) et se spécialise dans l'artillerie de Marine. En 1840 à Saint-Pierre, il épouse Marguerite-Louise-Charlotte Télèphe, fille d'une riche famille de couleur de Martinique.
Capitaine en second le 31 janvier 1840. En 1841, affecté au Service de l'Inspection générale du matériel de l'Artillerie de Marine à Paris. Chef de bataillon le 17 avril 1847. Officier de la Légion d'honneur. En 1842, il fait partie de la garnison de la Guadeloupe. Il fut également franc-maçon.
Il est anti-esclavagiste, mais à cette époque les propriétaires de plantation des Antilles craignent de perdre toute leur main d’œuvre si l'esclavage est aboli en France. Dans ce contexte, grâce aux parts qu'il détient dans un marais salant, Perrinon expérimente à partir de 1844 de nouvelles méthodes de travail (coexistence de travailleurs libres et d'esclaves, versement de salaires à tous les travailleurs quel que soit le statut, interdiction des châtiment corporels, recours aux blâmes et aux gratifications). En 1847, dans une brochure intitulée Résultats d'expérience sur le travail des esclaves (île Saint-Martin Antilles), il s'emploie à démontrer que le travail libre est possible. Il écrit ainsi que « moralement insoutenable, l'esclavage est économiquement une aberration ».
Un an plus tard, Perrinon fait partie de la Commission d'abolition de l'esclavage, à l'invitation de Victor Schœlcher; à la suite du décret d'abolition de l'esclavage, il est envoyé comme commissaire d'abolition, puis commissaire général à la Martinique (juin-novembre 1848).
Avec Victor Schœlcher, dont il est proche, il est député à l'Assemblée nationale législative (1849-1850).
Après le Coup d'État du 2 décembre 1851, il regagne les Antilles et va vivre à Saint-Martin où il exploite des marais salants. Il refuse de prêter serment à Napoléon III (lettre du 18 avril 1853), ce qui lui vaut d'être rayé des cadres de l'armée.
Il meurt à Saint-Martin, le 2 janvier 1861.

## Hommages
Des rues, un collège et un centre commercial en Martinique portent son nom. 
Une rue du Bourg de Marigot (Saint-Martin) porte son nom, ainsi qu'une rue dans la ville de Basse-Terre en Guadeloupe. 